# Ruwit
Ruwit is een bestuurslaag in het regentschap Demak van de provincie Midden-Java, Indonesië. Ruwit telt 3499 inwoners (volkstelling 2010).